# سيلفيسترو ميلاني
سيلفيسترو ميلاني (بالإيطالية: Silvestro Milani)‏ ولد بتاريخ 25 فبراير 1958 في إيطاليا، هو دراج إيطالي سابق. سبق أن شارك في دورة الألعاب الأولمبية الصيفية.

## روابط خارجية
- سيلفيسترو ميلاني على موقع أرشيف الدراجات (الإنجليزية)
- سيلفيسترو ميلاني على موقع إحصائيات الدراجات الإحترافية (الإنجليزية)
- سيلفيسترو ميلاني على موقع CycleBase (الإنجليزية)
- سيلفيسترو ميلاني على موقع أوليمبيديا (الإنجليزية)